# Formazione ideale del 100º anniversario della National Football League

Il logo del centenario della National Football League

La formazione ideale del 100º anniversario della National Football League (in inglese National Football League 100th Anniversary All-Time Team) fu scelta da un comitato composto dai media e dal personale della lega nel 2019 per celebrare il 100º anniversario della lega. Tom Brady, Larry Fitzgerald e Adam Vinatieri erano gli unici giocatori attivi quando la squadra fu rivelata; Rob Gronkowski era in attività quando la squadra fu votata.

## Processo di selezione
La squadra fu scelta del un comitato di 26 votanti composto da allenatori, dirigenti, ex giocatori e membri dei media tra l'aprile e il giugno 2018. Il capo-allenatore dei New England Patriots Bill Belichick e il membro della Pro Football Hall of Fame John Madden erano tra i votanti ed erano incaricati di visionare e riportare al comitato sui giocatori dei primi anni della lega. Vi fu un voto per ridurre la lista a 160 a metà maggio 2018, dopo avere considerato i giocatori della "Golden Era" raccomandati da Belichick e Madden. Le votazioni finali si tennero il 15 giugno 2018.
I giocatori furono selezionati in base al loro ruolo. Ci saranno 10 quarterback, 12 running back, 10 wide receiver, 5 tight end, 7 tackle, 7 guardie, 4 centri, 7 defensive end, 7 defensive tackle, 6 middle/inside linebacker, 6 outside linebacker, 7 cornerback, 6 safety, 2 kicker, 2 ritornatori, 2 ritornatori e 10 allenatori.
Il roster fu svelato nel corso di sei settimane su NFL Network nel programma condotto da Rich Eisen assieme a Cris Collinsworth e Belichick.

## Attacco

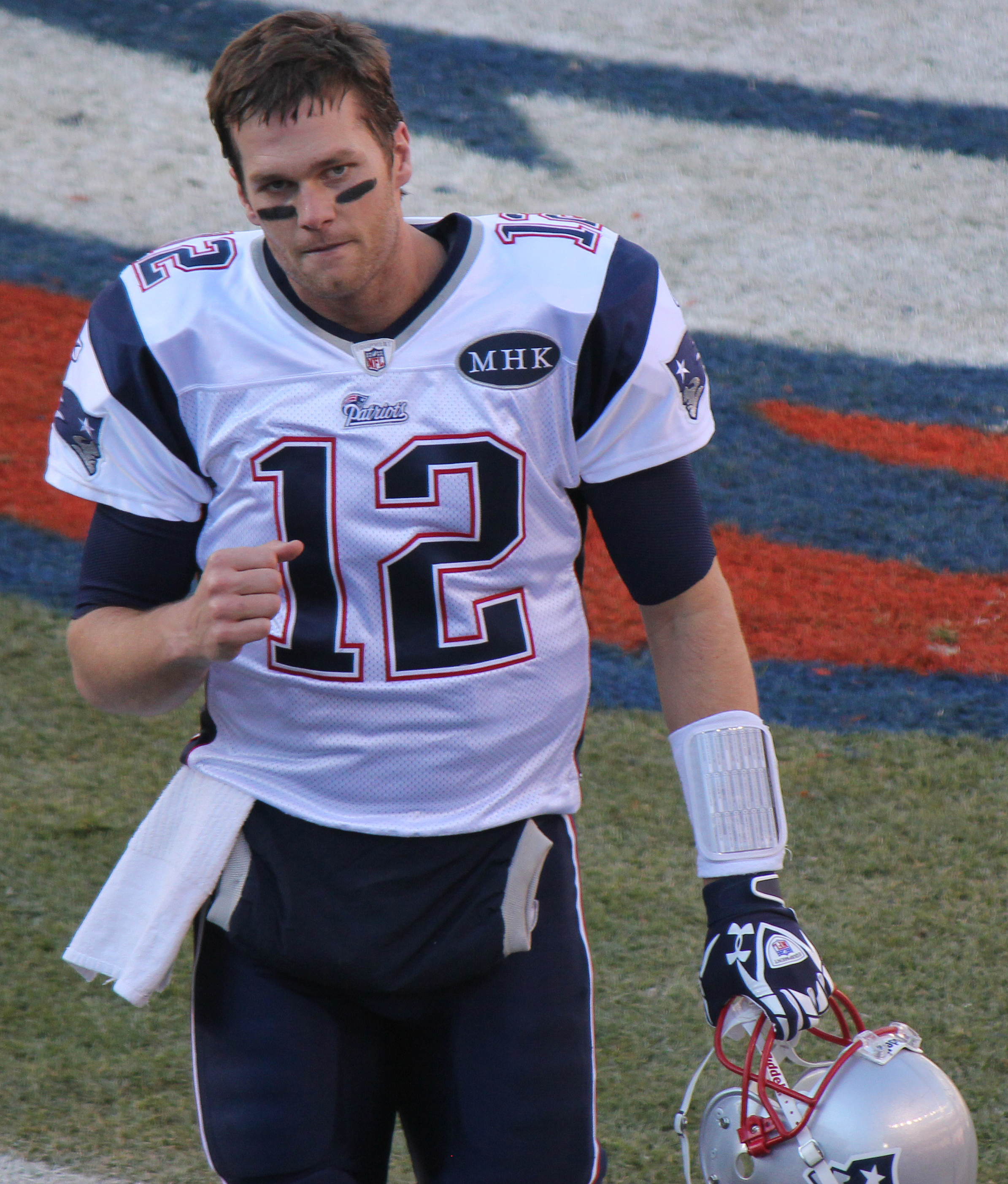
Tom Brady

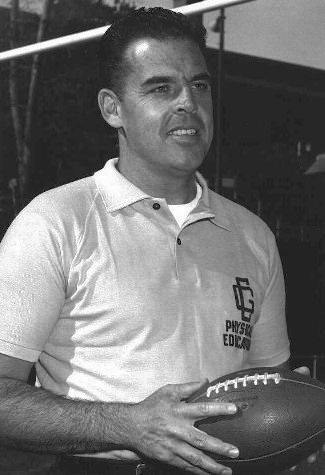
Otto Graham

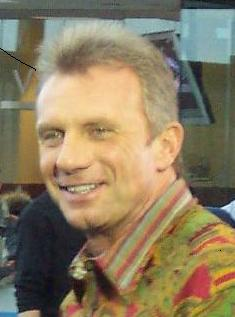
Joe Montana

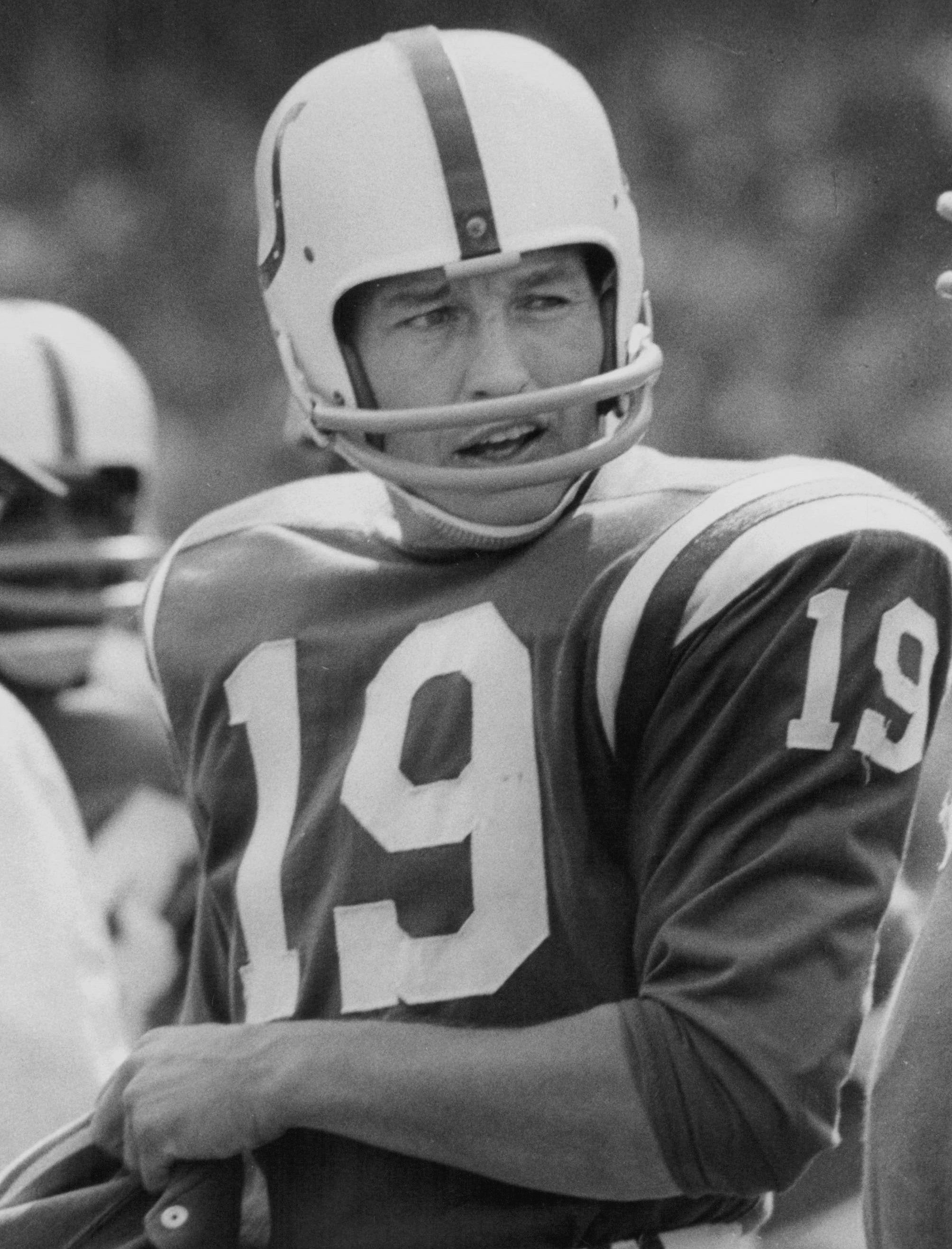
Johnny Unitas

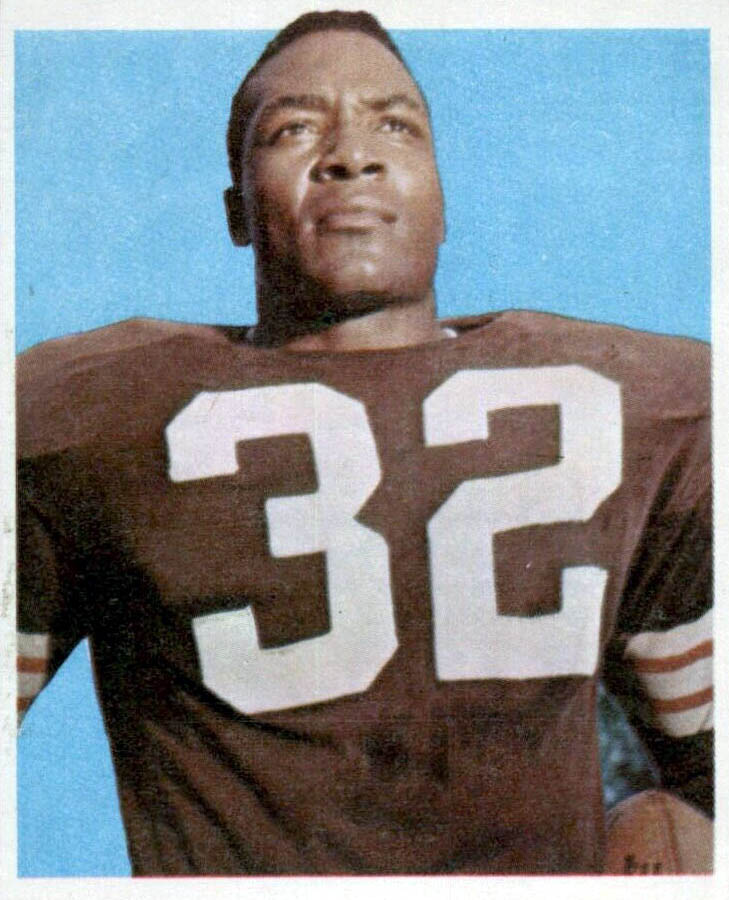
Jim Brown

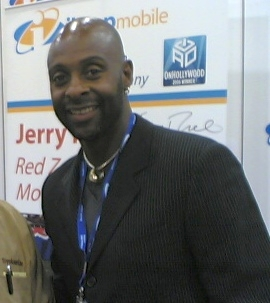
Jerry Rice

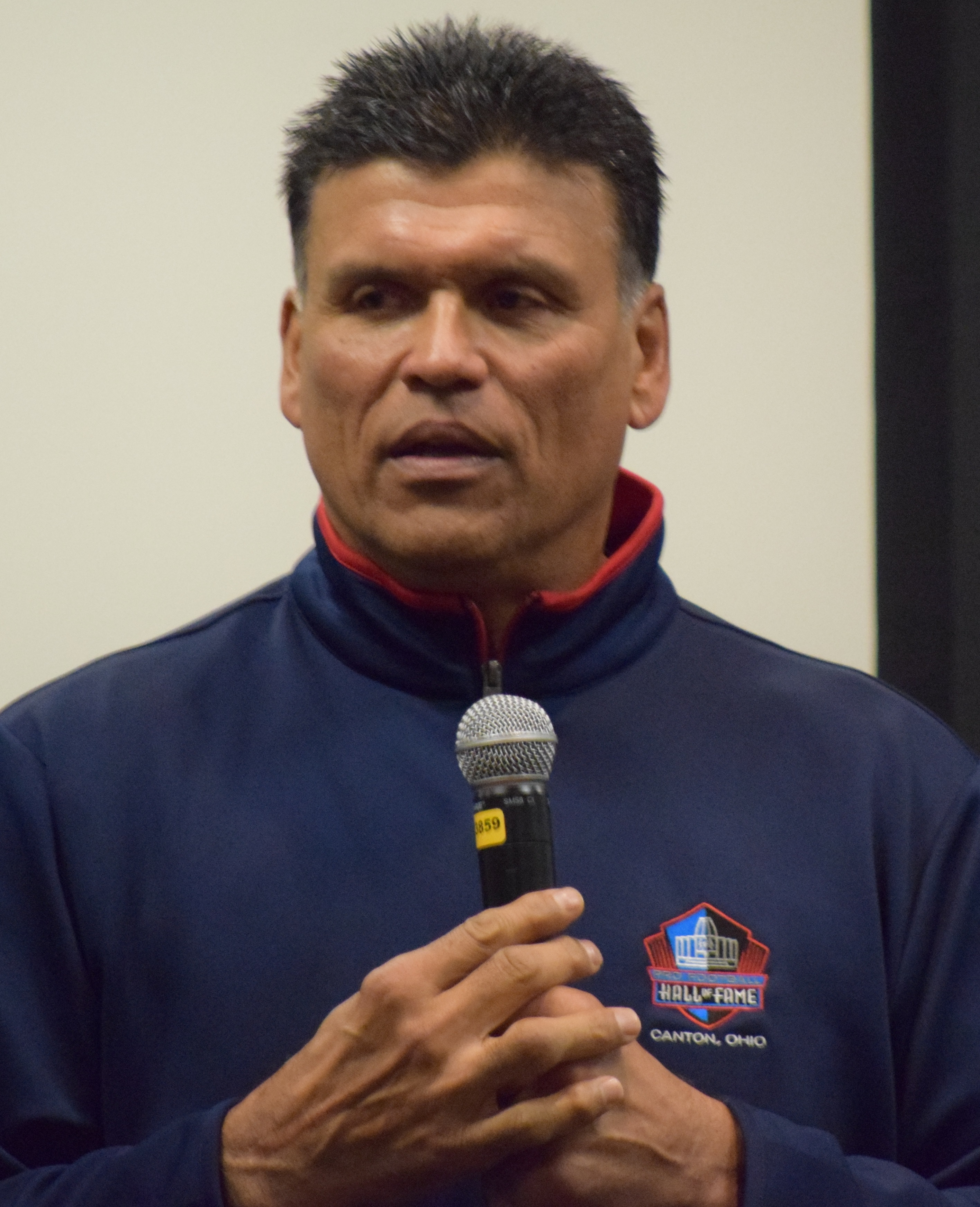
Anthony Muñoz

Sources:
| Ruolo | Giocatore         | Squadre |
| ----- | ----------------- | --- |
| QB    | Sammy Baugh       | Washington Redskins (1937–1952) |
| QB    | Tom Brady         | New England Patriots (2000–2019) Tampa Bay Buccaneers (2020-2022)                                                                                   |
| QB    | John Elway        | Denver Broncos (1983–1998) |
| QB    | Brett Favre       | Atlanta Falcons (1991) Green Bay Packers (1992–2007) New York Jets (2008) Minnesota Vikings (2009–2010)                                             |
| QB    | Otto Graham       | Cleveland Browns (1946–1955) |
| QB    | Peyton Manning    | Indianapolis Colts (1998–2011) Denver Broncos (2012–2015)                                                                                           |
| QB    | Dan Marino        | Miami Dolphins (1983–1999) |
| QB    | Joe Montana       | San Francisco 49ers (1979–1992) Kansas City Chiefs (1993–1994)                                                                                      |
| QB    | Roger Staubach    | Dallas Cowboys (1969–1979) |
| QB    | Johnny Unitas     | Baltimore Colts (1956–1972) San Diego Chargers (1973)                                                                                               |
| RB    | Jim Brown         | Cleveland Browns (1957–1965) |
| RB    | Earl Campbell     | Houston Oilers (1978–1984) New Orleans Saints (1984–1985)                                                                                           |
| RB    | Dutch Clark       | Portsmouth Spartans / Detroit Lions (1931–1938) |
| RB    | Eric Dickerson    | Los Angeles Rams (1983–1987) Indianapolis Colts (1987–1991) Los Angeles Raiders (1992) Atlanta Falcons (1993)                                       |
| RB    | Lenny Moore       | Baltimore Colts (1956–1967) |
| RB    | Marion Motley     | Cleveland Browns (1946–1953) Pittsburgh Steelers (1955)                                                                                             |
| RB    | Walter Payton     | Chicago Bears (1975–1987) |
| RB    | Barry Sanders     | Detroit Lions (1989–1998) |
| RB    | Gale Sayers       | Chicago Bears (1965–1971) |
| RB    | O.J. Simpson      | Buffalo Bills (1969–1977) San Francisco 49ers (1978–1979)                                                                                           |
| RB    | Emmitt Smith      | Dallas Cowboys (1990–2002) Arizona Cardinals (2003–2004)                                                                                            |
| RB    | Steve Van Buren   | Philadelphia Eagles (1944–1951) |
| WR    | Lance Alworth     | San Diego Chargers (1962–1970) Dallas Cowboys (1971–1972)                                                                                           |
| WR    | Raymond Berry     | Baltimore Colts (1955–1967) |
| WR    | Larry Fitzgerald  | Arizona Cardinals (2004–2020) |
| WR    | Marvin Harrison   | Indianapolis Colts (1996–2008) |
| WR    | Elroy Hirsch      | Chicago Rockets (1946–1948) Los Angeles Rams (1949–1957)                                                                                            |
| WR    | Don Hutson        | Green Bay Packers (1935–1945) |
| WR    | Steve Largent     | Seattle Seahawks (1976–1989) |
| WR    | Randy Moss        | Minnesota Vikings (1998–2004, 2010) Oakland Raiders (2005–2006) New England Patriots (2007–2010) Tennessee Titans (2010) San Francisco 49ers (2012) |
| WR    | Jerry Rice        | San Francisco 49ers (1985–2000) Oakland Raiders (2001–2004) Seattle Seahawks (2004)                                                                 |
| WR    | Paul Warfield     | Cleveland Browns (1964–1969, 1976–1977) Miami Dolphins (1970–1974)                                                                                  |
| TE    | Mike Ditka        | Chicago Bears (1961–1966) Philadelphia Eagles (1967–1968) Dallas Cowboys (1969–1972)                                                                |
| TE    | Tony Gonzalez     | Kansas City Chiefs (1997–2008) Atlanta Falcons (2009–2013)                                                                                          |
| TE    | Rob Gronkowski    | New England Patriots (2010–2018) Tampa Bay Buccaneers (2020-2022)                                                                                   |
| TE    | John Mackey       | Baltimore Colts (1963–1971) San Diego Chargers (1972)                                                                                               |
| TE    | Kellen Winslow    | San Diego Chargers (1979–1987) |
| OT    | Rosey Brown       | New York Giants (1953–1965) |
| OT    | Forrest Gregg     | Green Bay Packers (1956, 1958–1970) Dallas Cowboys (1971)                                                                                           |
| OT    | Cal Hubbard       | New York Giants (1927–1928, 1936) Green Bay Packers (1929–1933, 1935) Pittsburgh Pirates (1936)                                                     |
| OT    | Walter Jones      | Seattle Seahawks (1997–2009) |
| OT    | Anthony Muñoz     | Cincinnati Bengals (1980–1992) |
| OT    | Jonathan Ogden    | Baltimore Ravens (1996–2007) |
| OT    | Art Shell         | Oakland/Los Angeles Raiders (1968–1982) |
| OG    | Larry Allen       | Dallas Cowboys (1994–2005) San Francisco 49ers (2006–2007)                                                                                          |
| OG    | Dan Fortmann      | Chicago Bears (1936–1943) |
| OG    | John Hannah       | New England Patriots (1973–1985) |
| OG    | Bruce Matthews    | Houston Oilers/Tennessee Oilers/Tennessee Titans (1983–2001)                                                                                        |
| OG    | Randall McDaniel  | Minnesota Vikings (1988–1999) Tampa Bay Buccaneers (2000–2001)                                                                                      |
| OG    | Jim Parker        | Baltimore Colts (1957–1967) |
| OG    | Gene Upshaw       | Oakland Raiders (1967–1981) |
| C     | Mel Hein          | New York Giants (1931–1945) |
| C     | Jim Otto          | Oakland Raiders (1960–1974) |
| C     | Dwight Stephenson | Miami Dolphins (1980–1987) |
| C     | Mike Webster      | Pittsburgh Steelers (1974–1988) Kansas City Chiefs (1989–1990)                                                                                      |

I giocatori nominati all'unaminità sono in grassetto.

## Difesa

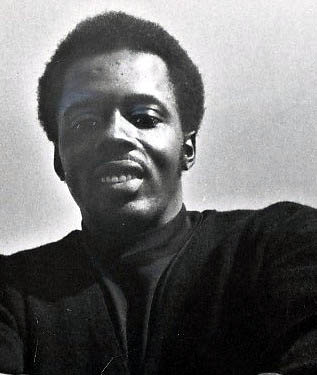
Deacon Jones

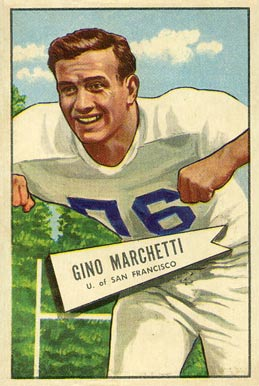
Gino Marchetti

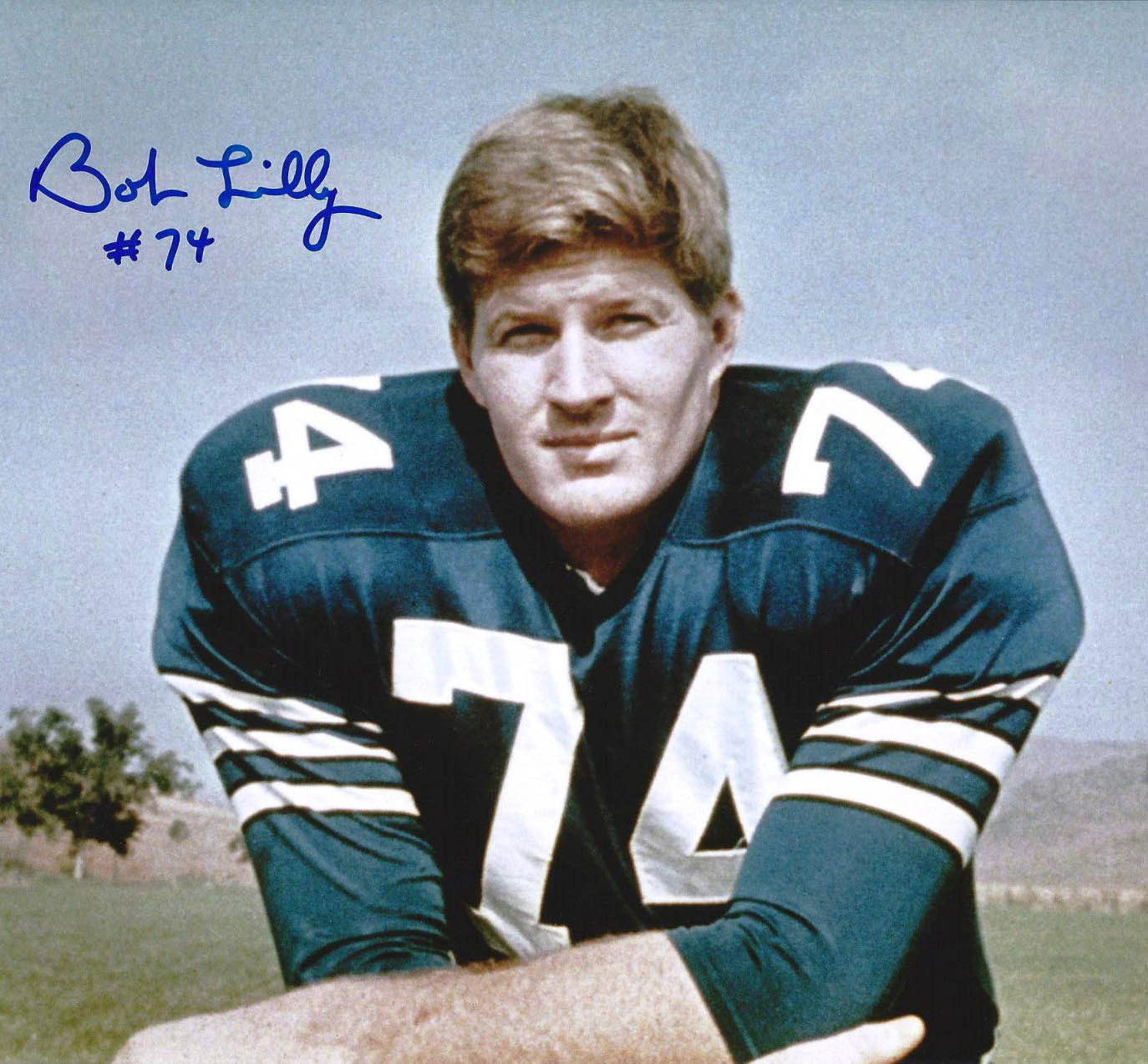
Bob Lilly

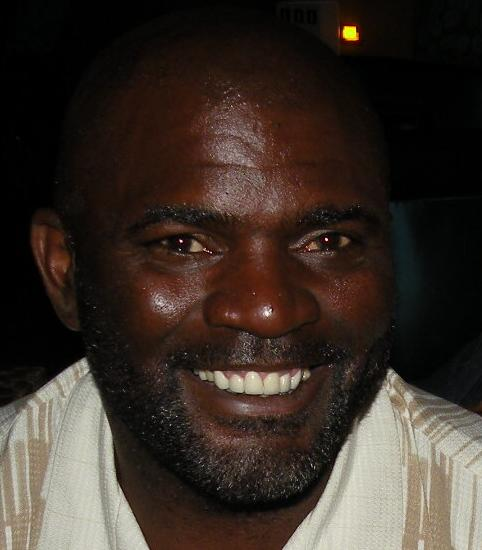
Lawrence Taylor

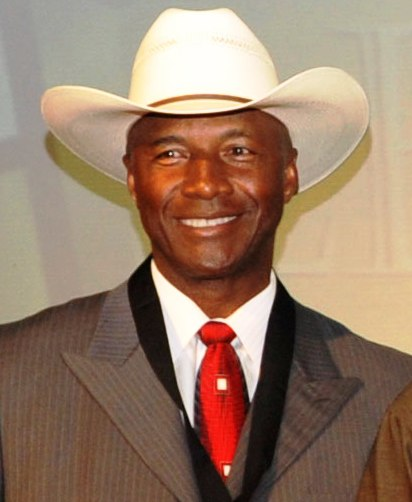
Mel Blount

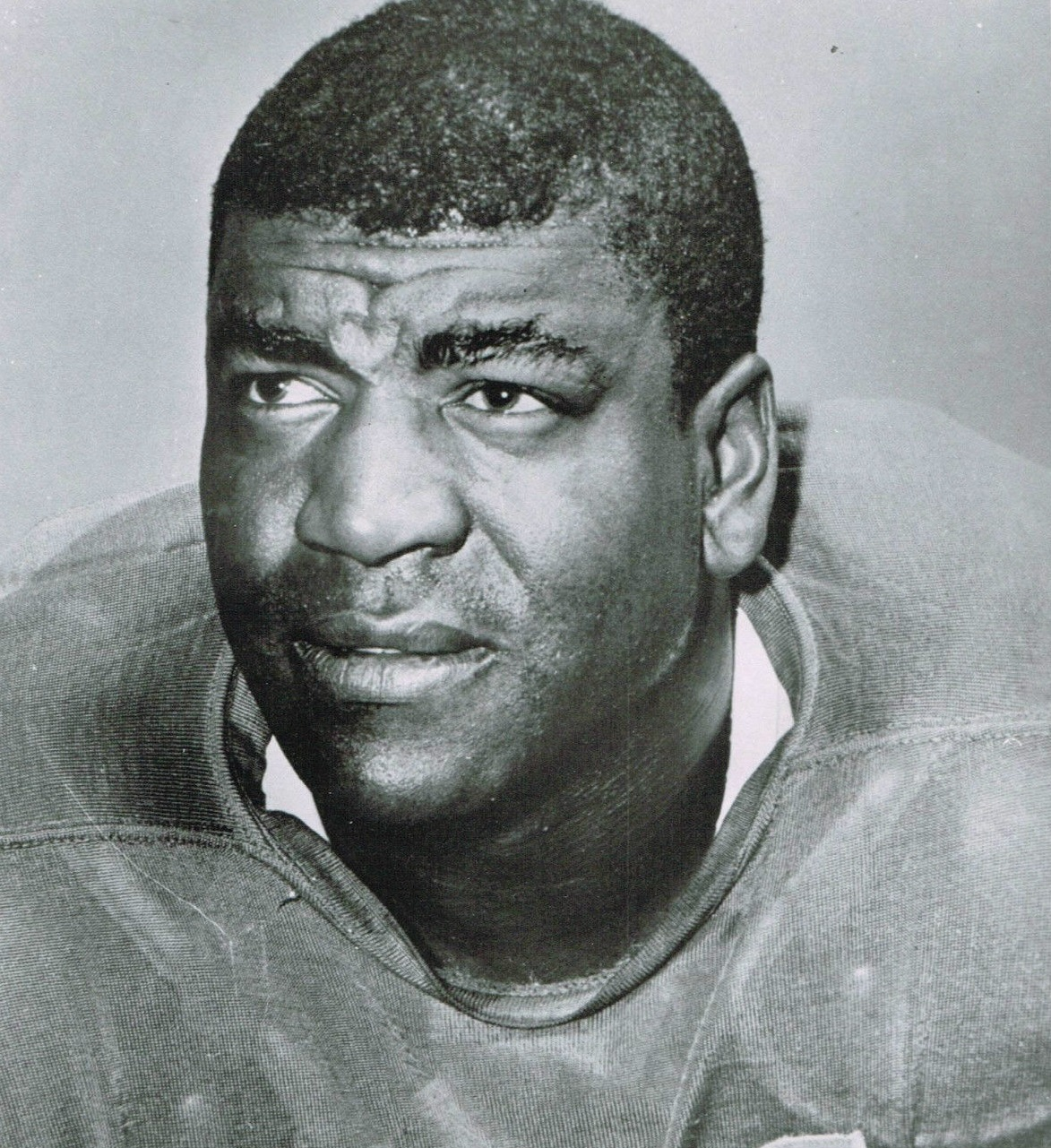
Night Train Lane

Fonte:
| Ruolo | Giocatore         | Squadre |
| ----- | ----------------- | --- |
| DE    | Doug Atkins       | Cleveland Browns (1953–1954) Chicago Bears (1955–1966) New Orleans Saints (1967–1969)                                                     |
| DE    | Bill Hewitt       | Chicago Bears (1932–1936) Philadelphia Eagles (1937–1939) Steagles (1943)                                                                 |
| DE    | Deacon Jones      | Los Angeles Rams (1961–1971) San Diego Chargers (1972–1973) Washington Redskins (1974)                                                    |
| DE    | Gino Marchetti    | Dallas Texans (1952) Baltimore Colts (1953–1964, 1966)                                                                                    |
| DE    | Lee Roy Selmon    | Tampa Bay Buccaneers (1976–1984) |
| DE    | Bruce Smith       | Buffalo Bills (1985–1999) Washington Redskins (2000–2003)                                                                                 |
| DE    | Reggie White      | Philadelphia Eagles (1985–1992) Green Bay Packers (1993–1998) Carolina Panthers (2000)                                                    |
| DT    | Buck Buchanan     | Kansas City Chiefs (1963–1975) |
| DT    | Joe Greene        | Pittsburgh Steelers (1969–1981) |
| DT    | Bob Lilly         | Dallas Cowboys (1961–1974) |
| DT    | Merlin Olsen      | Los Angeles Rams (1962–1976) |
| DT    | Alan Page         | Minnesota Vikings (1967–1978) Chicago Bears (1978–1981)                                                                                   |
| DT    | John Randle       | Minnesota Vikings (1990–2000) Seattle Seahawks (2000–2003)                                                                                |
| DT    | Randy White       | Dallas Cowboys (1975–1988) |
| LB    | Chuck Bednarik    | Philadelphia Eagles (1949–1962) |
| LB    | Bobby Bell        | Kansas City Chiefs (1963–1974) |
| LB    | Derrick Brooks    | Tampa Bay Buccaneers (1995–2008) |
| LB    | Dick Butkus       | Chicago Bears (1965–1973) |
| LB    | Jack Ham          | Pittsburgh Steelers (1971–1982) |
| LB    | Ted Hendricks     | Baltimore Colts (1969–1973) Green Bay Packers (1974) Oakland / Los Angeles Raiders (1975–1983)                                            |
| LB    | Jack Lambert      | Pittsburgh Steelers (1974–1984) |
| LB    | Willie Lanier     | Kansas City Chiefs (1967–1977) |
| LB    | Ray Lewis         | Baltimore Ravens (1996–2012) |
| LB    | Joe Schmidt       | Detroit Lions (1953–1965) |
| LB    | Junior Seau       | San Diego Chargers (1990–2002) Miami Dolphins (2003–2005) New England Patriots (2006–2009)                                                |
| LB    | Lawrence Taylor   | New York Giants (1981–1993) |
| CB    | Mel Blount        | Pittsburgh Steelers (1970–1983) |
| CB    | Willie Brown      | Denver Broncos (1963–1966) Oakland Raiders (1967–1978)                                                                                    |
| CB    | Darrell Green     | Washington Redskins (1983–2002) |
| CB    | Mike Haynes       | New England Patriots (1976–1982) Los Angeles Raiders (1983–1989)                                                                          |
| CB    | Night Train Lane  | Los Angeles Rams (1952–1953) Chicago Cardinals (1954–1959) Detroit Lions (1960–1965)                                                      |
| CB    | Deion Sanders     | Atlanta Falcons (1989–1993) San Francisco 49ers (1994) Dallas Cowboys (1995–1999) Washington Redskins (2000) Baltimore Ravens (2004–2005) |
| CB    | Rod Woodson       | Pittsburgh Steelers (1987–1996) San Francisco 49ers (1997) Baltimore Ravens (1998–2001) Oakland Raiders (2002–2003)                       |
| S     | Jack Christiansen | Detroit Lions (1951–1958) |
| S     | Ken Houston       | Houston Oilers (1967–1972) Washington Redskins (1973–1980)                                                                                |
| S     | Ronnie Lott       | San Francisco 49ers (1981–1990) Los Angeles Raiders (1991–1992) New York Jets (1993–1994)                                                 |
| S     | Ed Reed           | Baltimore Ravens (2002–2012) Houston Texans (2013) New York Jets (2013)                                                                   |
| S     | Emlen Tunnell     | New York Giants (1948–1958) Green Bay Packers (1959–1961)                                                                                 |
| S     | Larry Wilson      | St. Louis Cardinals (1960–1972) |

I giocatori nominati all'unaminità sono in grassetto.

## Special team

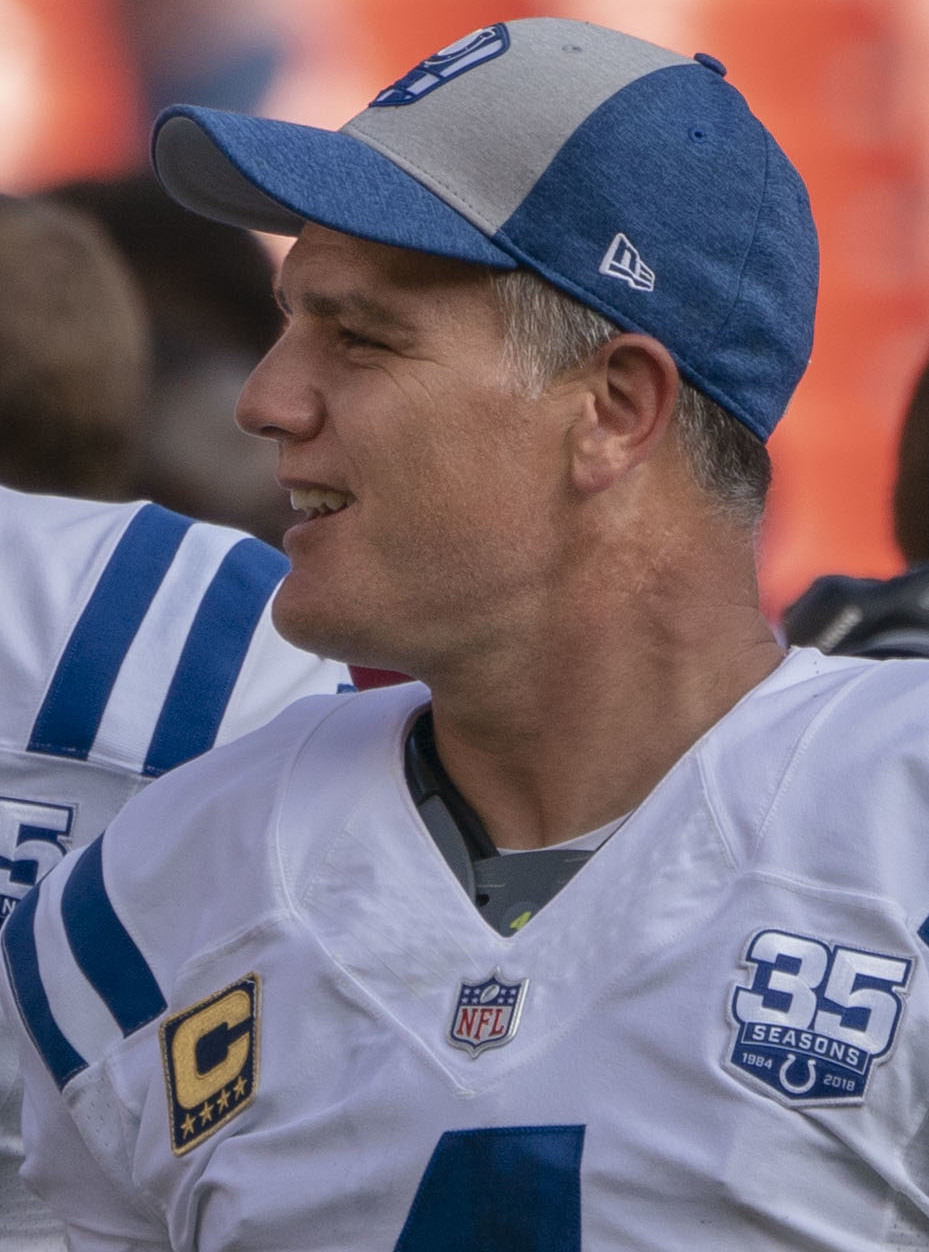
Adam Vinatieri

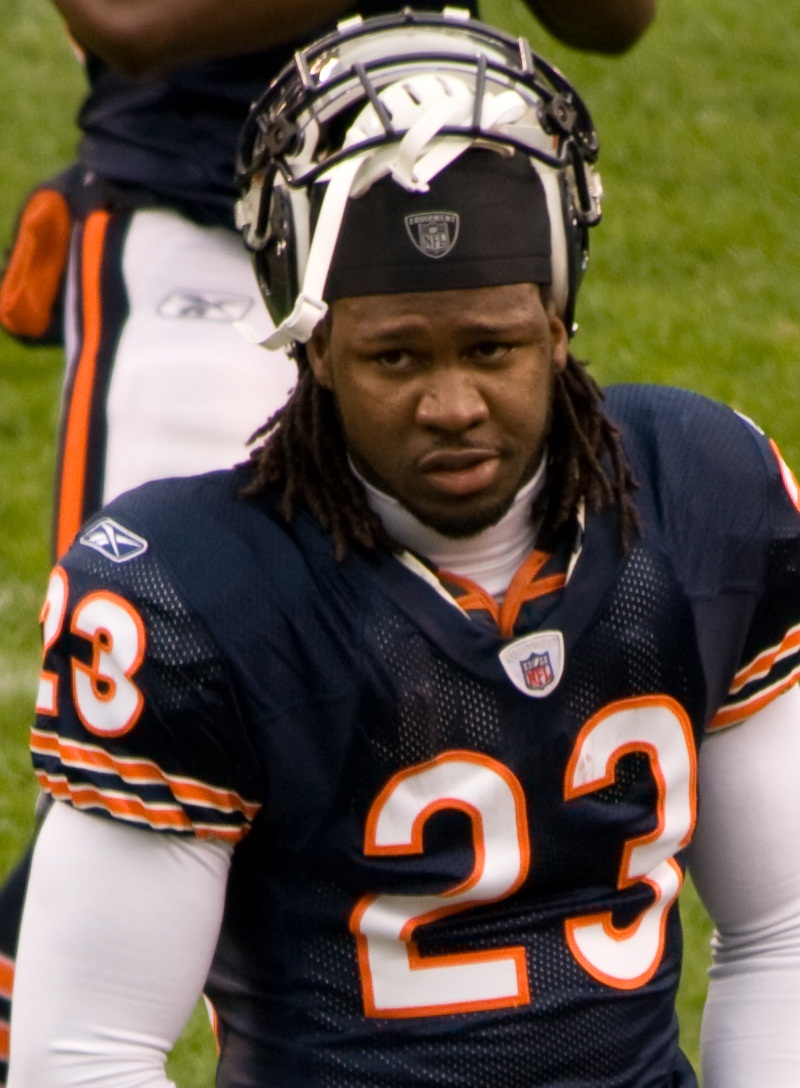
Devin Hester

| Ruolo | Giocatore                   | Squadre                                                                                               |
| ----- | --------------------------- | --- |
| P     | Ray Guy                     | Oakland/Los Angeles Raiders (1973–1986)                                                               |
| P     | Shane Lechler               | Oakland Raiders (2000–2012) Houston Texans (2013–2017)                                                |
| PK    | Jan Stenerud                | Kansas City Chiefs (1967–1979) Green Bay Packers (1980–1983) Minnesota Vikings (1984–1985)            |
| PK    | Adam Vinatieri              | New England Patriots (1996–2005) Indianapolis Colts (2006–2019)                                       |
| PR    | Billy "White Shoes" Johnson | Houston Oilers (1974–1980) Atlanta Falcons (1982–1987) Washington Redskins (1988)                     |
| KR    | Devin Hester                | Chicago Bears (2006–2013) Atlanta Falcons (2014–2015) Baltimore Ravens (2016) Seattle Seahawks (2016) |

## Allenatori
Fonte:
| Allenatore     | Squadre                                                                                     |
| -------------- | ------------------------------------------------------------------------------------------- |
| Bill Belichick | Cleveland Browns (1991–1995) New England Patriots (2000–2023)                               |
| Paul Brown     | Cleveland Browns (1946–1962) Cincinnati Bengals (1968–1975)                                 |
| Joe Gibbs      | Washington Redskins (1981–1992, 2004–2007)                                                  |
| George Halas   | Decatur Staleys/Chicago Staleys/Chicago Bears (1920–1929, 1933–1942, 1946–1955, 1958–1967)  |
| Curly Lambeau  | Green Bay Packers (1919–1949) Chicago Cardinals (1950–1951) Washington Redskins (1952–1953) |
| Tom Landry     | Dallas Cowboys (1960–1988)                                                                  |
| Vince Lombardi | Green Bay Packers (1959–1967) Washington Redskins (1969)                                    |
| Chuck Noll     | Pittsburgh Steelers (1969–1991)                                                             |